# 斜陽 (曲)
「斜陽」（しゃよう）は、日本のロックバンドであるヨルシカの楽曲。2023年5月8日にPolydor Recordsより、各種音楽配信サービスにてリリースされた。

## 概要
配信作品としては13作目となる。
本作はTVアニメ『僕の心のヤバイやつ』オープニングテーマとして書き下ろされており、n-bunaは本楽曲の起用に際し、「言葉にするには難しい関係にはシンプルな比喩が合うように思います」「ヨルシカで描きたいものと『僕の心のヤバイやつ』という作品の二つが混ざり合って良い反応を起こすことを信じています」とコメントしており、suisは楽曲について「夏の成分が詰まっている楽曲」だと述べた。